# Модин, Фредрик
Фредрик Модин (швед. Fredrik Modin; род. 8 октября 1974, Сундсвалль, Швеция) — шведский хоккеист, левый крайний нападающий. Провёл 14 сезонов в Национальной хоккейной лиге. Член «Тройного золотого клуба» (становился олимпийским чемпионом, чемпионом мира и обладателем Кубка Стэнли).

## Карьера
Начинал играть в хоккей в клубе «Тимро». В 1994 году перешёл в клуб шведской элитной серии «Брюнес». В 1996 году дебютировал в НХЛ в составе «Торонто», задрафтовавшего Модина двумя годами ранее. Перед началом сезона 1999/2000 был обменян в «Тампу», в составе которой трижды набирал более 50 очков за сезон, получил приглашение на матч звёзд НХЛ, а в 2004 году вместе с командой стал обладателем Кубка Стэнли. Во время локаута в НХЛ в сезоне 2004/05 выступал в Швеции за свой первый клуб «Тимро».
Летом 2006 года перешёл из «Тампы» в «Коламбус», в котором провёл следующие четыре сезона, пропуская немало матчей из-за травм. 3 марта 2010 года был обменян в «Лос-Анджелес», в составе которого провёл остаток сезона 2009/10. В сентябре 2010 года подписал однолетний контракт с «Атлантой». Травмы продолжали преследовать хоккеиста: за «Атланту» он провёл лишь 36 игр и 28 февраля 2011 года был обменян в «Калгари Флэймз», а по окончании сезона 2010/11 завершил карьеру игрока.

## Награды
- Серебряный призёр молодёжного чемпионата мира — 1994
- Серебряный призёр чемпионата Швеции — 1995
- Чемпион мира по хоккею — 1998
- Участник матча всех звёзд НХЛ — 2001
- Сильнейший бросок на конкурсе «Суперскиллз» 2001 — 102.1 миль/час
- Бронзовый призёр чемпионата мира — 2001
- Обладатель Кубка Стэнли — 2004
- Олимпийский чемпион — 2006

## Статистика
| Легенда | Легенда                    | Легенда | Легенда                   | Легенда | Легенда    |
| ------- | -------------------------- | ------- | ------------------------- | ------- | ---------- |
| И       | Количество проведённых игр | Штр     | Штрафное время            | +/−     | Плюс-минус |
| Г       | Голы                       | П       | Голевые передачи          | О       | Очки       |
| -       | Статистика неизвестна      | —       | Статистика не учитывалась |         |            |